# سیاست
سیاست  (به فرانسوی: Politique) شناخت، اتخاذ تصمیم تخصصی، پیاده‌سازی بهترین راه و روش برای منافع فردی یا گروهی در برابر چالش‌های احتمالی یا پیشرو است. در این میان معمولاً حکومت‌ها، عامل سیاست‌ورزی و موضوع عمل گروه‌ها، افراد و بخش‌های مختلف جمعیت هستند. به عبارت دیگر سیاست فعالیتی اجتماعی است که با تضمین نظم در نبردهایی که از گوناگونی و ناهم‌گراییِ عقیده‌ها و منافع ناشی می‌شود، می‌خواهد به یاریِ زور - که اغلب بر حقوق متکی است - امنیت بیرونی و تفاهم درونیِ واحد سیاسی ویژه‌ای را تأمین کند. امروزه سیاست موضوع علمی مستقل و یکی از حقایق غیرقابل اجتناب زندگی بشر است.
به کسی که در سیاست کار می‌کند سیاست‌مدار یا پولیتیسین گویند. یکی از تشکیل دهنده‌های اساسی ساختار سیاست در ابعاد جامع مدیریت منابع راهبردی است.

## واژه‌شناسی
سیاست واژه‌ای عربی است که ریشهٔ آن به معنی «رام کردن اسب» است. این واژه در ادبیات فارسی بعضاً به معنی «اداره کردن» و «چاره کردن» هم آمده‌است؛ مثلاً معنی این جمله که «فلانی چهار پایش را سیاست کرد» به معنی پیدا کردن جا و چراگاه برای چهارپا است. واژهٔ سیّاس که هم‌ریشه با واژهٔ سیاست است به معنی «زیرک»، «حیله‌گر» و «رند» است. در برخی از متون قدیمی «سیاست کردن» به معنی «تنبیه کردن» هم آمده.
امروزه در ادبیات روزمرهٔ ایران استفاده از واژه «سیاسی‌کار» بطور معمول معنی مثبتی ندارد و مراد از آن اشاره به کسی است که مسائل غیرسیاسی را قربانی منافع حزبی یا گروهی می‌کند یا کارهای غیرسیاسی جامعه نظیر امور عمومی را با مقاصد سیاسی از قبیل دست‌یابی به یک مقام بالاتر انجام می‌دهد. اما اصطلاح «سیاستمدار» اشاره به فردی دارد که در یکی از مدارج حکومتی مرجع تصمیم‌گیری است.

## مفهوم سیاست
سیاست در معنای عام هرگونه راهبرد و روش و مشی برای اداره یا بهتر کردن هر امری از امور، (چه شخصی چه اجتماعی) است؛ و در اصطلاح اموری است که مربوط به دولت و مدیریت و تعیین شکل و مقاصد و چگونگی فعالیت دولت باشد. کوشش برای نگهداری یا به‌دست آوردن قدرت یا کاربست قدرت دولت در جهت هدف‌ها و درخواست‌های گوناگون. سیاست به معنای باستانی کلمه، دخالت در امر عمومی و به معنای جدید، شهر مدرن صنعتی است که کنشگرانش به سیستم سازمان دهنده آن مشروعیت می‌دهند.
در پاسخ به این پرسش که سیاست چیست، باید به نکته‌ای اشاره کرد و آن این است که این مفهوم در همهٔ جامعه، بستر وقوع سیاست به عنوان یک فعالیت علمی و نظری جامعهٔ انسانی است. مفهوم جامعه چنان در نزد علمای جامعه‌شناسی و مردم شناسان دیده می‌شود، از جمله مفاهیم قدیمی است که انسان‌ها به منظور رفع نیازها و رفع مشکلات خود به صرافت تجربه دریافته‌اند که با تشکیل جامعه بهتر می‌توانند بر مشکلات خود فائق آیند و نیازهای خود را مرتفع سازند، ضرورت پیدایش جامعه از سویی ریشه در انگیزه‌های غریزی و از سویی ریشه در رفتارها و اضطرارهای مادی دارند که انسان‌ها را احاطه کرده‌است، بشر ابتدایی با سیر مراحل تکامل زیستی و بیولوژیک خود به تدریج از غارها و کنام‌ها، که محل زیست و بود باش اصلی او به‌شمار می‌رفت خارج شده‌اند و یک جا نشینی در قالب گروه‌های متشکل از خانوارها را آغاز کردند، روند تکامل زیست‌شناسی بشر نیز حکایت از حرکت به سمت تشکیل جامعه دارد.
جامعه به عنوان بستر اساسی فرایند پرفراز و نشیبی را طی کرده‌است، انسان‌ها از تشکیل ابتدایی به قالب پیشرفت بیولوژیک و فیزیولوژیک کرده‌اند. برای مثال آنچه در گذشته‌های دور به انسان چهار دست و پا یا (Homo - neeptus) با گذر زمان طولانی به صورت انسان راست‌قامت (homo - erectus) درآمد. چهار دست و پا بودن انسان شاید به دلیل شرایط زیستی و نوع فعالیت معیشتی او بود. به این معنا که او در مرحلهٔ آغازین حیات خود به جمع‌آوری دانه‌ها و گیاهان خوراکی (Food gathering/ collecting) می‌پرداخت.
تا پیش از این مرحله انسان به عنوان موجود درخت‌زی (Tree living creature) بود اما به تدریج آنان در روی زمین به زندگی ادامه دادند (earth living creature). مرحلهٔ بعدی تکامل زیستی و بیولوژیکی انسان مرحله‌ای است که انسان به ابزار سازی روی می‌آورد و یادمی‌گیرد با استفاده از مواد و مصالح موجود در طبیعت ابزار و لوازم مورد نیاز خود را بسازد. حال انسان وارد مرحلهٔ دوم زندگی خود می‌شود، به این معنا که جدا از گردآوری و جمع‌آوری میوه‌های خوراکی به شکارگری روی می‌آورد. انسان در فرایند تکامل خود با زبان هم آشنا می‌شود و به تدریج مفهوم نطق در یکی از مراحل تکامل تاریخی هویت انسان را تغییر می‌دهد، انسان‌ها در ابتدا چیزی به معنای زبان نداشتند، آنچه وجود داشت به معنای زبان فریاد، سر و صدا یا (Noisy- language) بود. به این ترتیب انسانی که توانست زبان و سر و صدا را به تدریج به صورت زبان کلامی و آوایی تبدیل کند به عنوان (Homo-logos)
یا انسان ناطق شناخته شد. این انسان در مراحل تکامل بعدی جامعه را برمی‌گزیند و به صورت زیست اجتماعی تن در می‌دهد. بر این مبنا است که از او به عنوان (Homo- satitus) یاد می‌شود. این انسان که در ادبیات سیاسی از زمان ارسطو تا کنون از او به عنوان جانور ناطق، جانور اجتماعی، یاد می‌شود در بستر زیست اجتماعی خود به دلیل اختلاف سلیقه، تنوع، تفاوت و اختلاف منافع با یکدیگر دچار اختلاف و درگیری می‌شود، بنابراین ضرورت پیدایش سیاست به عنوان ابزاری برای حل اختلاف‌ها سر برمی‌آورد یا توجیه می‌شود؛ و از این جاست که این انسان به تعبیر ارسطو به عنوان جانور سیاسی یا انسان سیاسی می‌شود.

## سیاست در یونان باستان
آزادی، فلسفه، و به ویژه سیاست از نوآوری‌های اندیشه یونانی است. واژهٔ سیاست در زبان‌های اروپایی به polis یا همان شهر یونانی برمی‌گردد. شهر یا polis یونانی، اگرچه اجتماعی انسانی بود، اما جامعه به معنای جدید این واژه، به گونه‌ای که در علوم اجتماعی به کار گرفته شده، نبود. شهر ایرانی، به خلاف جامعه، حوزهٔ مصالح عمومی بود و در بیرون قلمرو مناسباتی سامان می‌یافت که در حوزهٔ منافع خصوصی قرار داشت. در نزد یونانیان هر امر «سیاسی» در تعارض آن با «شخصی» و «خصوصی» تعریف می‌شد و امر «سیاسی»، مترادف «مشترک» و «عمومی» بود. امر «سیاسی» در قلمرویی قرار می‌گرفت که با شهر یونانی و شهروندان آزاد و برابر پیوند داشت و، به تدریج، امر «سیاسی» در تقابل آن با چیرگی گروهی بر گروهی دیگر تعریف شد.

## سیاست در جهان اسلام
سیاست (به عربی: سیاسة) در ایران و نزد  فلاسفه سیاسی مسلمان، به معنای دانشی است که از شهر (مدینه در عُرف فیلسوفان دوران اسلامی مانند فارابی) و مناسبات شهروندی (مدنی) بحث می‌کند. همچنین سیاست به روندی گفته می‌شود که در آن شهروندان به اتخاذ یک تصمیم جمعی مبادرت می‌ورزند. به تعریف دیگر «سیاست کوششی اجتماع محور است که با تضمین انضباط در نبردهایی که از پراکندگی و ناهمگونیِ دیدگاه‌ها و منافع ناشی می‌شود، می‌خواهد به یاریِ زور - که اغلب بر حقوق متکی است و صرفاً جبر فیزیکی نیست!- امنیت بیرونی و تفاهم درونیِ رژیم سیاسی ویژه‌ای را تأمین کند.

## پورتال‌های مرتبط
- درگاه لیبرالیسم